# Seznam italijanskih ilustratorjev
Seznam italijanskih ilustratorjev.

## B
- Bartolomeo Pinelli

## F
- Leonor Fini

## I
- Leonetto Cappiello

## M
- Lorenzo Mattotti

## R
- Chiara Raineri

## S
- Paolo Eleuteri Serpieri
- Mario Sironi
- Iker Spozio

## T
- Aleardo Terzi

## W
- Tony Wolf